# Margamulya (Telukjambe Barat)
Margamulya is een bestuurslaag in het regentschap Karawang van de provincie West-Java, Indonesië. Margamulya telt 5194 inwoners (volkstelling 2010).